# Manifesto (stampato)

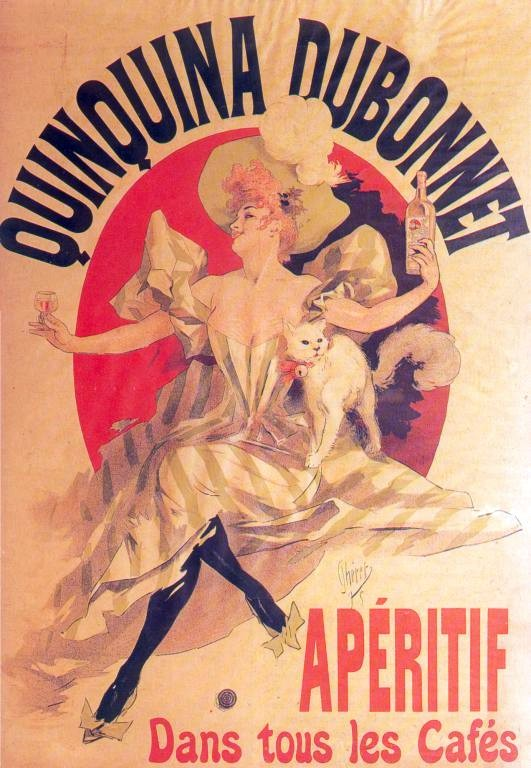
Un manifesto di Jules Chéret del 1895

Un manifesto è un foglio di carta stampato che si affigge in un luogo pubblico allo scopo di comunicare qualcosa o fare pubblicità.

## Formato
In Italia la dimensione standard del manifesto è di 70x100 cm (con multipli o sottomultipli di questa misura).

A differenza del poster, che di regola ha un orientamento orizzontale (il lato lungo rappresenta la base, il lato corto rappresenta l'altezza), il manifesto ha un orientamento verticale (il lato corto rappresenta la base, il lato lungo rappresenta l'altezza).

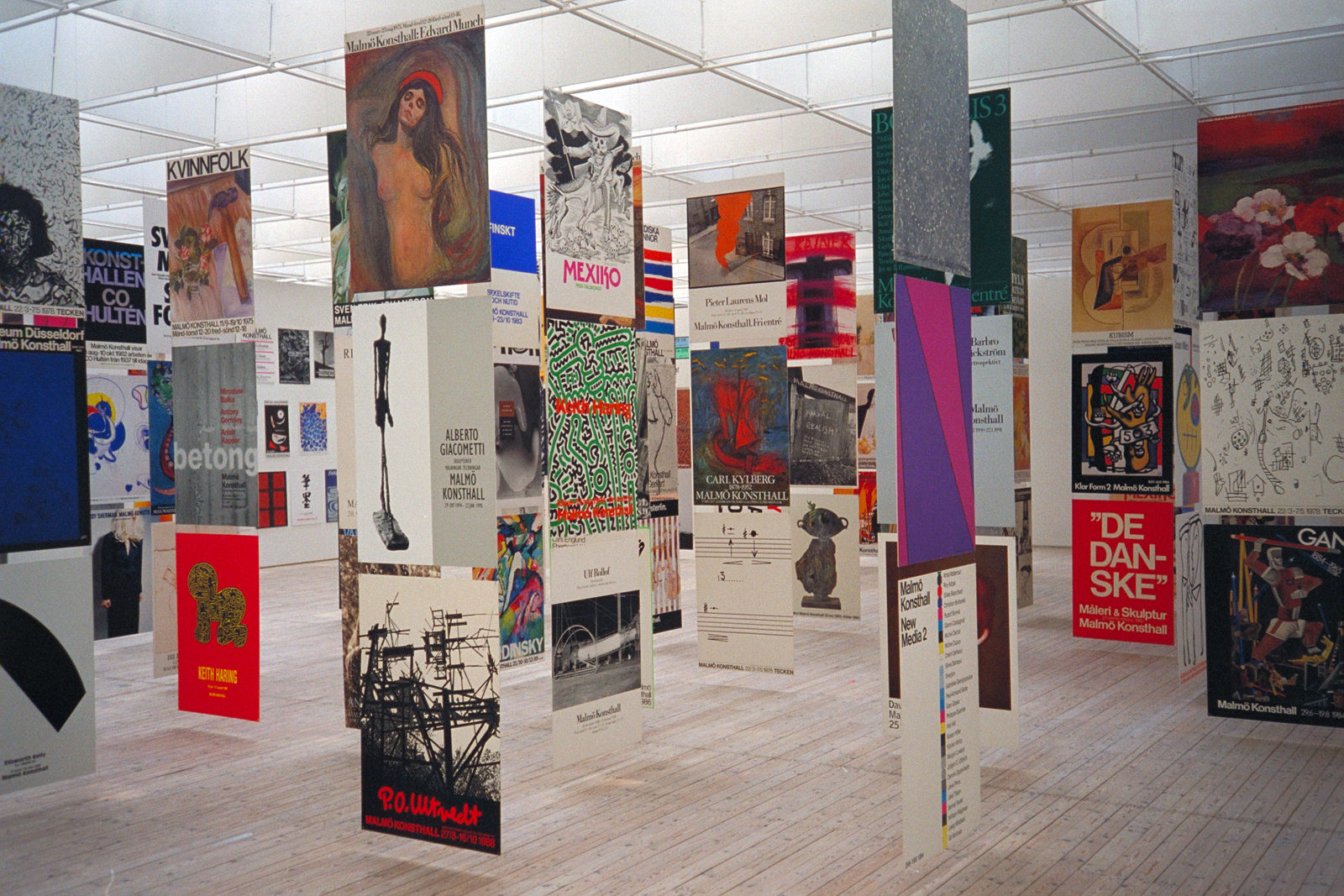
Manifesti della mostra. Il 25 ° anniversario della Malmö Konsthall nel 2000.

## Caratteristiche
Le caratteristiche principali del manifesto (che poi sono, in linea di massima, le stesse del poster) sono le seguenti:
Vantaggi:
- Impatto visivo
- Avere una sorta di monopolio (assieme al poster) per quanto riguarda la pubblicità esterna
- Possibilità di essere posizionati in maniera strategica (ad esempio in prossimità di un punto vendita o comunque in aree ben precise)
- Possibilità di essere visto da molte persone e per molte volte
- Sforzo minimo da parte dei destinatari (che non devono, ad esempio, sintonizzarsi su una rete o acquistare un giornale come invece accade per altri media)

Svantaggi:
- Estrema sinteticità (di solito i manifesti sono messi in luoghi di passaggio, ad esempio lungo una strada, dove i tempi a disposizione per la lettura sono minimi)
- Impossibilità di essere diretti in maniera selettiva verso uno specifico destinatario (a differenza di altri media è molto più difficile prevedere chi vedrà un manifesto)
- Eventuale immagine negativa del medium che può riverberarsi sulla pubblicità (talvolta la cartellonistica ambientale è stata ritenuta deturpante per il paesaggio o l'estetica urbana e distraente per chi guida un veicolo)